# Preciosas
Preciosas je chilská telenovela produkovaná a vysílaná stanicí Canal 13 v roce 2016. V hlavních rolích hráli Loreto Aravena, Pablo Macaya, Paulo Brunetti, Paz Bascuñán, Susana Hidalgo, Malucha Pinto, Lorena Bosch, Tamara Acosta a Karla Melo.

## Obsazení
| Loreto Aravena     | Lorena Martínez   |
| Paz Bascuñán       | Frida Segovia     |
| Susana Hidalgo     | Lisette Parra     |
| Lorena Bosch       | Montserrat Flores |
| Tamara Acosta      | Elsa Morales      |
| Malucha Pinto      | Marta Brosic      |
| Karla Melo         | Paola Farfán      |
| Pablo Macaya       | Alex Castillo     |
| Paulo Brunetti     | Ismael Domínguez  |
| Cristián Arriagada | Darío Mardones    |